# Alonso González Rodríguez
Alonso González Rodríguez fue un hacendado y político español, originario de la Puebla de Sanabria de ideología liberal. Tras haber ensayado con éxito una vacuna contra la viruela en la comarca de Sanabria en 1803, con especiales éxitos en el pueblo de Trefacio, durante la invasión francesa es elegido vocal de armamento por la Junta de la Puebla de Sanabria. Posteriormente, en 1813, será uno de los tres diputados que la provincia de Valladolid (en la que entonces estaban incluida la tierra de Sanabria) envíe a las Cortes de Cádiz.
Tras conseguir plaza como funcionario de la Hacienda Real, se jubila en 1816 y vuelve a su localidad natal. Durante el Trienio Liberal es elegido diputado provincial en la Diputación Provincial de Valladolid, al pertenecer en aquel momento la tierra sanabresa a aquella provincia. 
Falleció en la Puebla de Sanabria el 30 de noviembre de 1823.